# Carl Friedrich Philipp von Martius
Carl (Karl) Friedrich Philipp von Martius, född 17 april 1794 i Erlangen, död 13 december 1868 i München, var en tysk botaniker.
Martius var en av sin tids mest produktiva författare, föreläsare och minnestecknare. Han var även en framstående geografisk skildrare. 1814, då han skrev vetenskapliga verk och gav ut Flora cryptogamica Erlangensis, blev han medicine doktor. 
Samma år sändes han tillsammans med Johann Baptist von Spix till Brasilien av den bayerske kungen Maximilian I Joseph. De reste i samma sällskap som ärkehertiginnan Maria Leopoldina av Österrike. De två forskarna reste 1817-1820 genom östra Brasilien, från Rio de Janeiro till Amazonfloden och därefter genom inlandet till gränsen mot Peru.
Martius blev 1826 professor vid Ludvig-Maximilians-universitetet i München. 1840 började han tillsammans med flera andra experter att ge ut Flora brasiliensis. Utgivningen av detta övertogs efter hans död av August Wilhelm Eichler och efter honom av professor Ignatz Urban. Utgivningen avslutades 1906 då det 41:a bandet hade getts ut.
Martius blev ledamot av svenska Kungliga Vetenskapsakademien 1837 och Kungliga Vetenskaps-Societeten i Uppsala 1860.
Han är begravd på Alter Südfriedhof i München.
Auktorsnamnet Mart. kan användas för Carl Friedrich Philipp von Martius i samband med ett vetenskapligt namn inom botaniken; se Wikipediaartiklar som länkar till auktorsnamnet.